# 東宮と月池
東宮と月池（とうぐうとげつち、ハングル: 동궁과 월지〈トングンクァウォルチ〉）は、韓国の慶尚北道慶州市仁旺洞（ハングル: 인왕동〈インワンドン〉）に位置する新羅時代の王宮であった月城の東北にある別宮跡である。雁鴨池（がんおうち、ハングル: 안압지〈アナプチ〉）の名称で広く知られる。1963年1月21日、大韓民国指定史跡第18号に慶州臨海殿址（ハングル: 경주 임해전지）として指定され、2011年7月には、雁鴨池を新羅時代の月池であると認め、指定名称を慶州東宮と月池（ハングル: 경주 동궁과 월지）に変更した。2000年11月、国際連合教育科学文化機関（ユネスコ、UNESCO）の世界遺産（文化遺産）に登録された慶州歴史地域（慶州歴史遺跡地区、ハングル: 경주역사유적지구）の一部でもある。

## 名称・時代
東宮と月池は、以前より雁鴨池という名称で知られた。新羅滅亡の後に荒れ果て、池に雁（がん、かり）や鴨（かも）が飛来するだけになった高麗時代以降、朝鮮時代の文人墨客に詠まれ、雁鴨池と称されるようになったといわれる。このほか朝鮮時代の文人、金時習（1435-1493年）の『四遊録』の詩文にある「安夏池」が、漢字音の近い雁鴨池に置換されたともいわれる。「雁鴨池」は朝鮮時代初期の15世紀、1481年の地理書『東国輿地勝覧』が初出であり、また朝鮮後期17世紀以降の『東京雑記』にも記される。
雁鴨池　在天柱寺北　文武王於宮内爲池　積石爲山　象巫山十二峯　種花卉養禽　其西有臨海殿 ……
（雁鴨池は天柱寺の北にある。文武王が宮内に池をつくった。石を積んで山にし、巫山十二峯をかたどり、草花を植え鳥を養った。その西に臨海殿があり……）—『東國輿地勝覽』慶州条
雁鴨池の呼称は後世のものであるが、『三国史記』の文武王14年（674年）2月に同様の記述が認められ、不特定ながらも、同じ池の造成を記すものとされる。
宮内穿池造山　種花草　養珍禽奇獸
（宮内に池を掘って山を造り、花や草を植え、珍しい鳥や奇異な動物を養う。）—『三國史記』巻7 文武王14年2月条
一方、同じく景徳王19年（760年）2月にも、宮中に大池を掘ったことが記されている。これは同じ苑池の拡張・整備とされるほか、別池があったことは確認されていないものの、東京雑記にある百武池に関連する可能性なども考えられる。
『三国史記』によれば、文武王19年（679年）、東宮が創建されたことが記される。
創造東宮　始定内外諸門額號
（東宮をはじめて作り、はじめて内外諸門の額号を定めた。）—『三國史記』巻7 文武王19年条

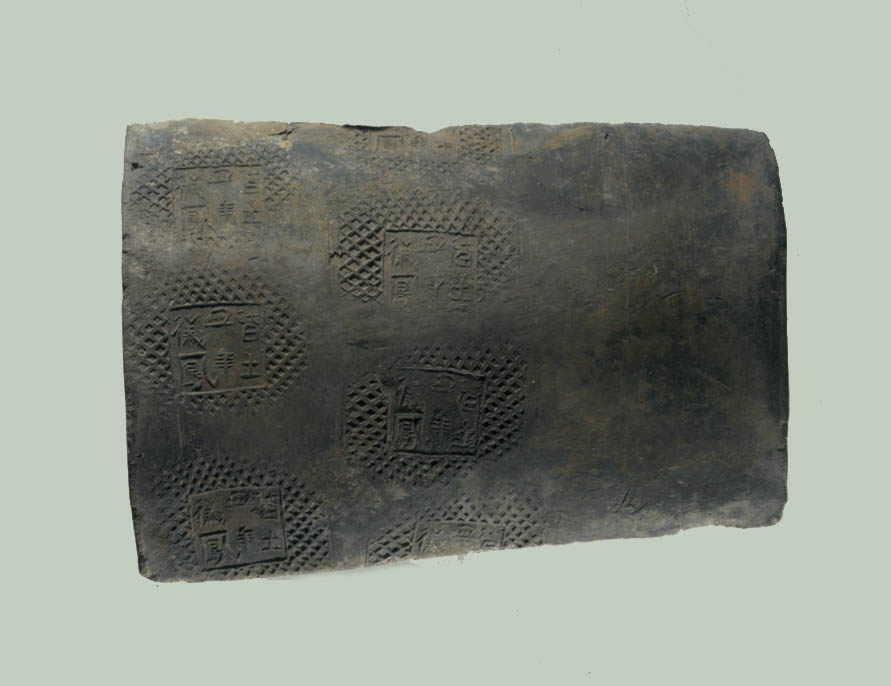
「儀鳳四年皆土」銘平瓦
（国立慶州博物館）

雁鴨池付近からは、儀鳳4年（679年）の「儀鳳四年皆土」の銘がある平瓦が発見されており、その後、雁鴨池の発掘調査（1975年3月-1976年12月）により、調露2年（680年）銘の塼（せん、ハングル: 전〈ジョン〉）「宝相華文塼」が出土した。また、この発掘により「洗宅」と記された木簡、それに「龍王辛審」や「辛審龍王」の銘を刻んだ皿・碗・平鉢などの土器が出土した、洗宅（せんたく〈東宮洗宅〉）や龍王典などは、月池典（げつちてん）・月池嶽典（げつちがくてん）とともに東宮の官（職官）に認められる。
新羅時代の苑池の名称は、この官名に見られる月池であったと考えられ、同じく『三国史記』には、憲徳王14年（822年）春正月に、王の弟の秀宗（スジョン、次代の興徳王、在位826-836年）を副君（王太子）として月池宮に住まわせたとある。この月池宮は、月城の東（東北）に造成され、さらに太子宮の意をあわせ持つ東宮の別称として捉えられている。ただし異説として、東宮は「月」と関連がなく、月池宮を東宮とは別に、月城の北側の堀（垓字、ハングル: 해자〈ヘジャ〉）が統一新羅時代以降、池に改造されて月池と呼ばれるようになったとして、月池宮を月城の北の池（堀）付近と推測する意見もある。
以母弟秀宗爲副君　入月池宮
（同母弟の秀宗を副君とし、月池宮に入れた。）—『三國史記』巻10 憲德王14年春正月条
『東国輿地勝覧』によれば、文武王が造営した雁鴨池の西に臨海殿があり、その礎石はまだ田畝の間に残っていたとされる。「臨海」の名は文字通り池を海に見立てたもので、宮城の門の1つにあった臨海門は、海を象徴する臨海殿に通じる門であったと考えられる。
東宮の主殿（正殿、ハングル: 정전）とされる臨海殿において、孝昭王6年（697年）9月に、群臣を臨海殿に招いて宴（うたげ）が催され、恵恭王5年3月（769年）および憲康王7年3月（881年）にも同様に宴会の開催が記される。さらに敬順王5年春2月（931年）には、ついに高麗の太祖を迎えるに至り、礼を尽くして、臨海殿で宴を催した折衝の様子が記される。臨海殿は、それまで数度の修築がなされたと見られ、哀荘王5年（804年）には、ふたたび臨海殿を修繕し、新たに東宮の万寿房を作ったとされる。

## 遺構・遺物

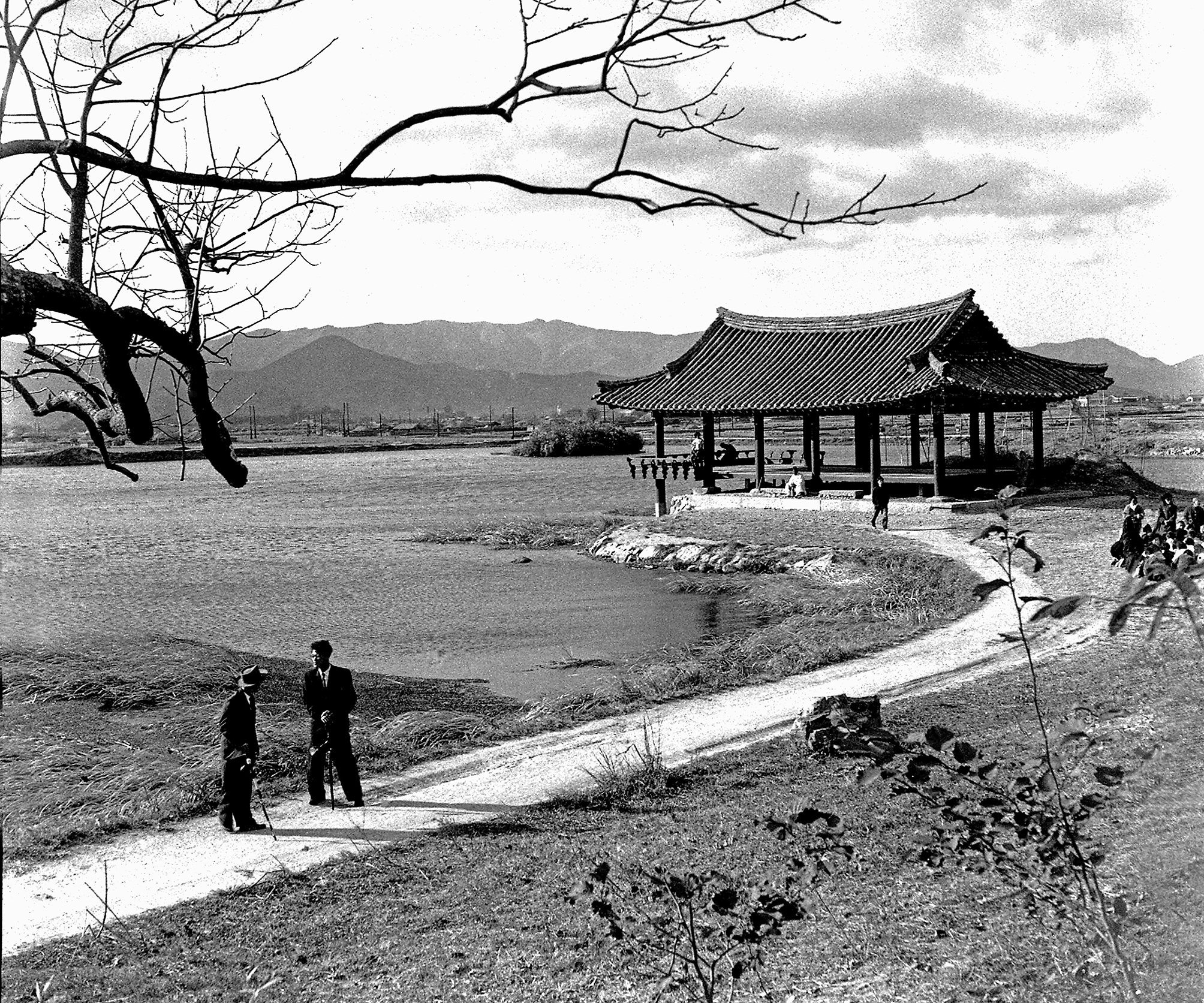
1954年当時の写真

池は、面積1万5658平方メートルで、東西200メートル、南北180メートルの区域に造成されていた。池の西・南側は建物の敷地として、直線的かつ高い石築（いしづき）による護岸が施され、東・北岸より2.5メートルほど高い。一方、東・北側は自然で複雑な曲線をなして岩や築山が配置された。池の周長は1005メートルとなる。
池には3つの島が設けられ、北西の「中島」は596平方メートル、中央やや南の「小島」が62平方メートル、南（南東）の「大島」は1094平方メートルで、すべて人工島として周囲には築石（つきいし）を用いて高さ約1.7メートルの護岸が施される。3つの島は、道教の神仙思想により三神山（蓬萊・方丈・瀛州）を象徴したとされ、さらに東・北岸の築山や奇岩により、史料にある巫山十二峯を表現したものと考えられる。

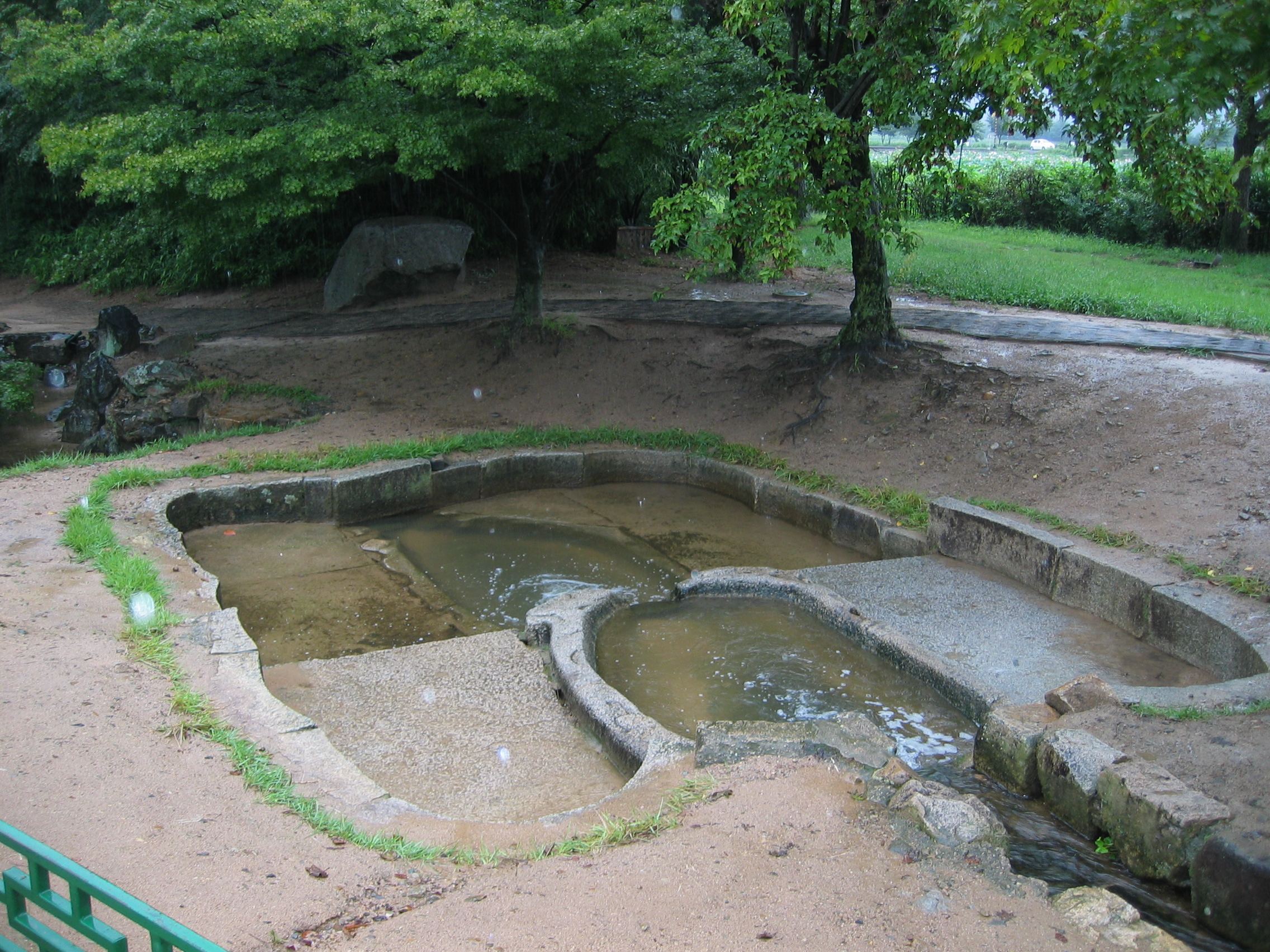
入水口（入水溝の石槽）

1974年からの文化財管理局の整備事業に伴い、1975-1976年に本格的な発掘調査が実施され、これにより池の南東端に入水溝、北岸の中間部（中島の東側）に出水溝が備えられていたことも確認された。とりわけ入水装置に設けられた6段階の構成のうち、2つの石槽はカメの形をなし、通過した水は2段の滝状になり池に注いでいた。また、4段階からなる排水溝には、水位調節のための装置が施されていた。
西・南側には、建物・回廊・石垣の遺構が確認された。池の西岸沿いに5つの建物が池側に突出したことが認められ、西側の建物の遺構は、東西17.8メートル・南北16.0メートルの主殿を中心として、南・北に建物を配置し、北の建物の東・西に翼廊のような建物が備えられ、それらの建物は回廊により通じていた。また、南側にもいくつかの建物の遺構が並んでいた。その南方向には今日駐車場があるが、1980年の発掘により建物の遺構が認められ、現在の道路付近まで建物が存在したものと考えられる。
1975-1976年を中心とする発掘により、3万3000点余り（うち完形1万5000点余り）が出土したとされる。出土した遺物は、瓦塼類（ハングル: 와전류）が大半を占め、それらの多くは西岸の建物の遺構付近からのものであった。さらに土器・青銅器などの容器類、木製部材、金銅如来三尊像などの仏像類、金銅装飾具類、木簡（52点）、鉄器類などのほか、木船、それに酒令具（ハングル: 주령구〈チュリョング〉、14面体のサイコロ）の発見（消失）も知られる。遺物の多くは7世紀末からの統一新羅時代のものが主であるが、仏像はほぼ9世紀後半のものとされる。また、動物（ガチョウ・カモ・ヤギ・シカ・ブタ・ウマ・イヌ）の骨も出土している。

## 復元・整備

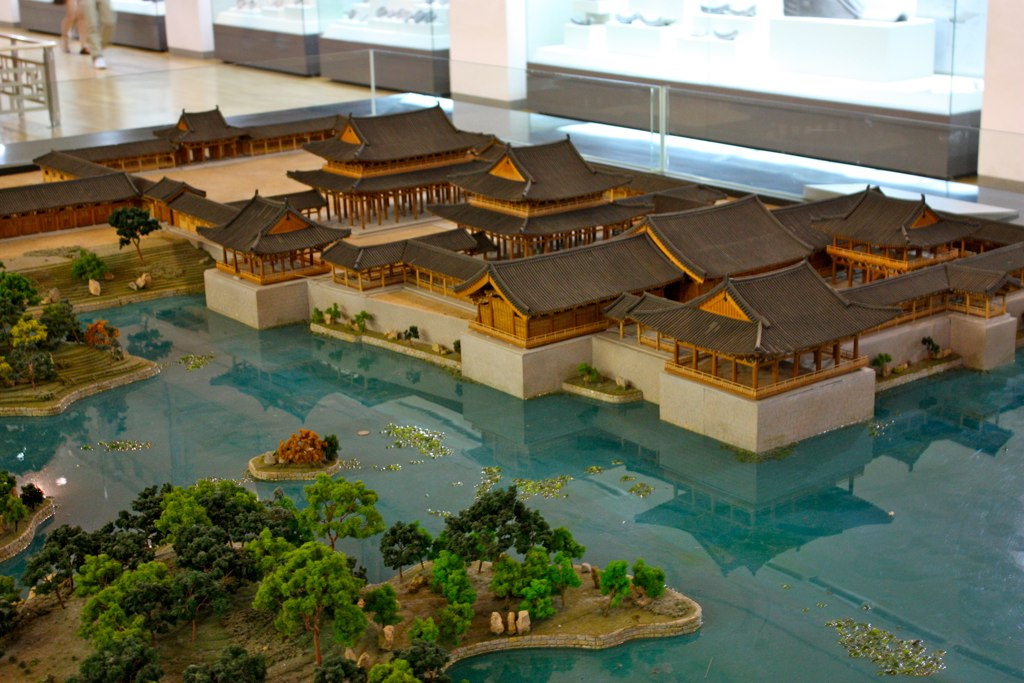
復元立体模型（2010年）

1976年12月までの発掘調査の後に雁鴨池の復元・造成が開始された。池の護岸の築造には、発掘された石材とともに新たな石材が追加された。また、発掘により認められた5つの建物のうち3棟の復元・造築が行われ、1980年より公開された。
2000年11月には、国際連合教育科学文化機関（ユネスコ）の世界遺産の一部として登録された。その後、2011年7月に「東宮と月池」と名称が変更されると、2012年、慶州市は東宮の正殿など6つの主要な建物を順次復元するという総合整備基本計画を立て、2017年12月、翌年より建物の復元予定地の発掘調査と保全・整備を行い、正殿から復元を開始することを告示した。2017年に文化財庁の承認を得ていた慶州市は、次いで世界遺産センターの承認を受ける予定であったが、世界遺産センターは、考証史料に乏しく推測による復元として反対を表明した。

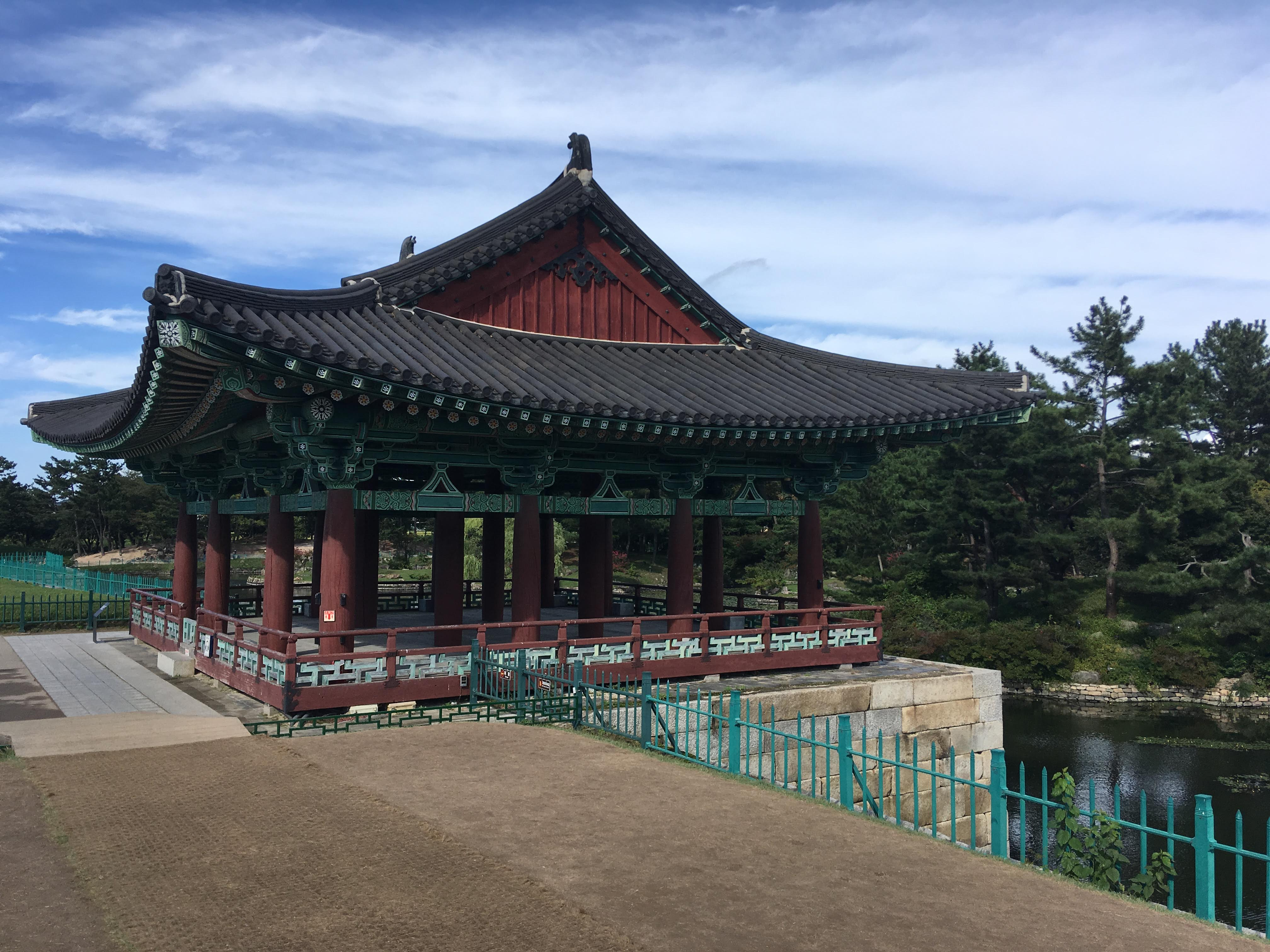
第一殿閣（第1号建物[1]）
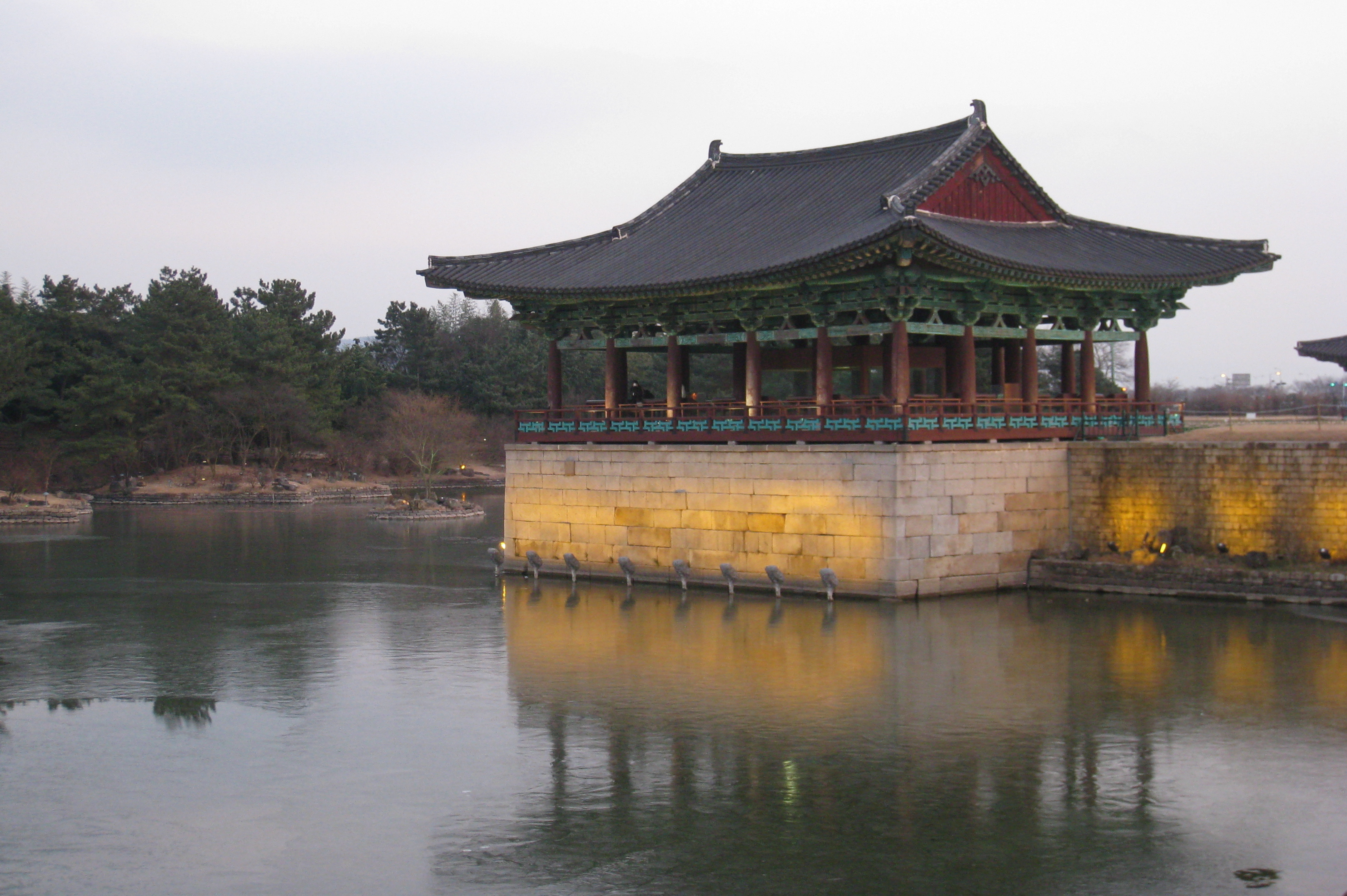
第二殿閣（第3号建物[1]）
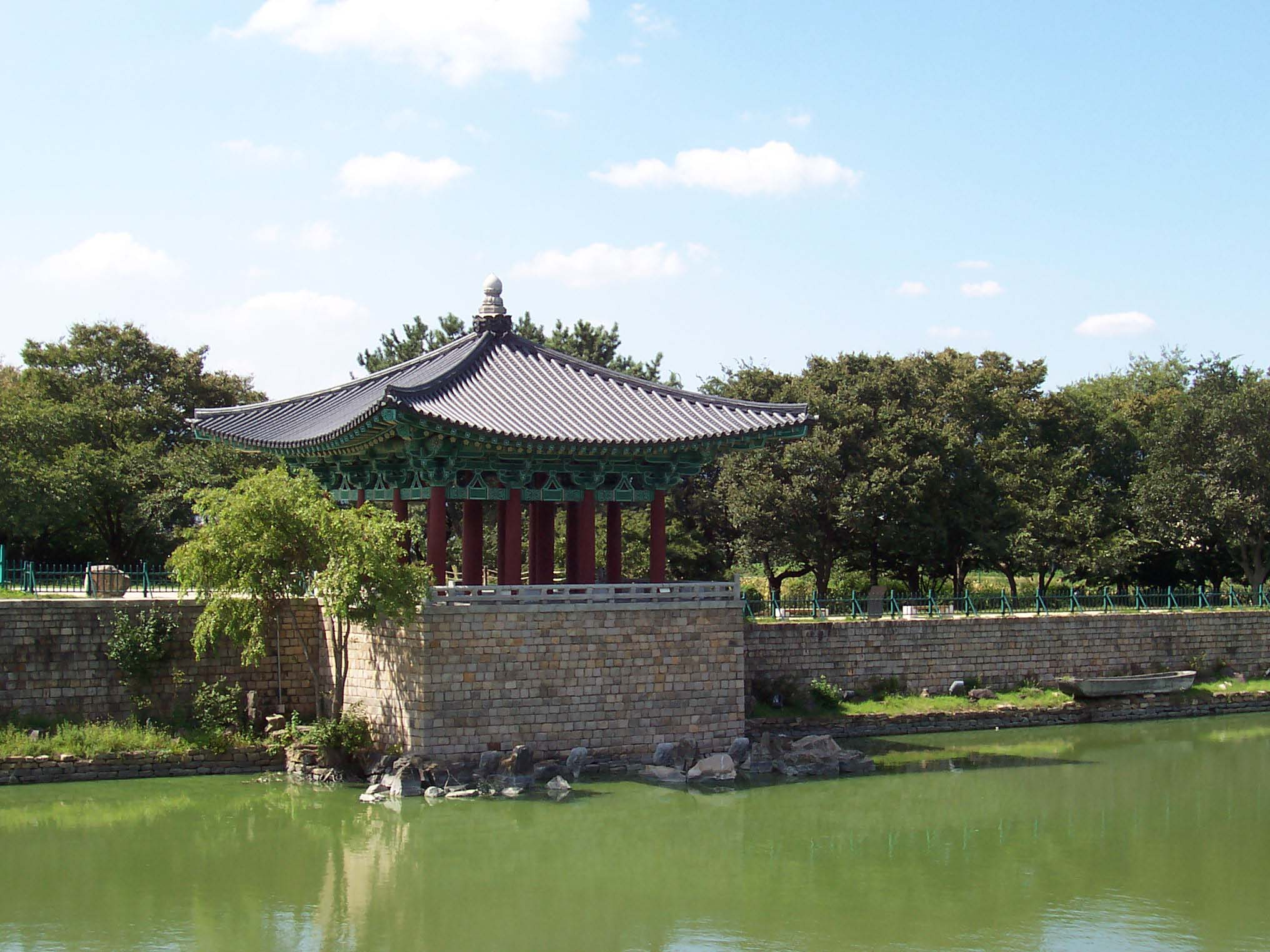
第三殿閣（第5号建物[1]）